# Walheim
Walheim ist eine Gemeinde im Landkreis Ludwigsburg in Baden-Württemberg mit ausgedehnten Rebflächen. Sie gehört zur Region Stuttgart (bis 1992 Region Mittlerer Neckar) und zur europäischen Metropolregion Stuttgart. Zur Gemeinde Walheim gehören außer dem Dorf Walheim keine weiteren Orte.

## Geographie

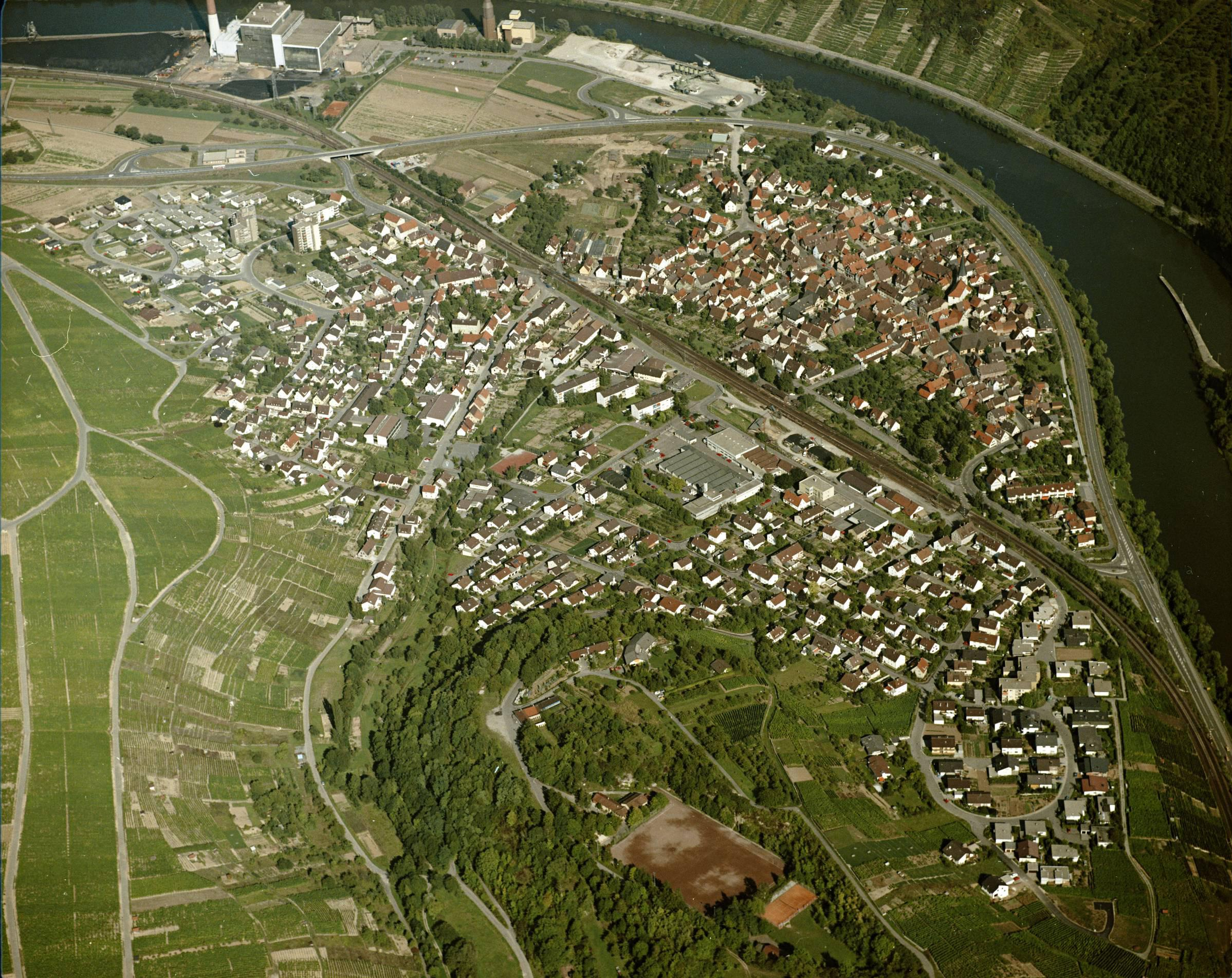
Walheim aus der Luft von Westen, 1985

### Geographische Lage
Das Gemeindegebiet von Walheim erstreckt sich vom Westufer des Neckars im Osten auf die linken Randhöhen des Flusses in einem Höhenbereich von etwa 170–278 m ü. NN. Am Südrand mündet von links sein größter Zufluss Enz in den Neckar, durchs Gemeindegebiet wenig unterhalb der ebenfalls von Westen kommende, deutlich kleinere Baumbach.
Am Ufer und auf dem flacheren Unterhang auf bis knapp 250 m ü. NN liegt beidseits des Baumbachs das Dorf Walheim, über dem in den höheren Partien des Hangs Weinberge stehen. Auf der Hochfläche nahe der westlichen Gemeindegrenze entstand in jüngerer Zeit die Aussiedlerhofgruppe Wannengrabenhöfe.

### Gemeindegliederung
Das Dorf Walheim ist der einzige Ortsteil der Gemeinde. Im Gebiet der Gemeinde gab es früher die inzwischen abgegangene Ortschaft Dambach.

### Nachbargemeinden
Walheim grenzt reihum im Norden an die Gemeinde Kirchheim am Neckar, im Osten an die Gemeinde Gemmrigheim, im Süden an die Stadt Besigheim, im Südwesten an die Gemeinde Löchgau und im Westen an die Stadt Bönnigheim, die alle ebenfalls dem Landkreis Ludwigsburg angehören.

### Klima
Im Jahresmittel liegt die Temperatur bei 9,5 °C und es fallen Niederschläge von 700 l/m². Wegen des milden Klimas finden sich im nur etwa 90 ha großen Walheimer Wald Hart südlich des Baumbachs natürlicherweise keine Nadelhölzer, sondern nur Laubmischwald mit einem hohen Eichenanteil.

### Flächenaufteilung
Nach Daten des Statistischen Landesamtes, Stand 2014.

## Geschichte
Bereits in der Jüngeren Steinzeit um 4000 bis 2500 v. Chr. war die Gegend von Walheim besiedelt. Ein 1980 gefundenes weibliches Skelett wird auf etwa 1500 v. Chr. datiert und gehört damit in die Bronzezeit. Ab 450 v. Chr. wurden keltische Wehr- und Wohnanlagen errichtet.
Aus der Römerzeit sind zahlreiche Spuren in Walheim erhalten: Auf der Markung befinden sich die Reste von zwei römischen Kastellen aus der Zeit um 85 bis 120 n. Chr. und einer ausgedehnten zivilen Siedlung. Auf dem Gebiet des heutigen Ortes befand sich in dieser Zeit ein wichtiger Handelsplatz.
Ab 233 n. Chr. wurde das mittlere Neckartal von den Alemannen besiedelt. 496 n. Chr. wurde die Gegend fränkisch.
Im Jahr 1071 n. Chr. wurde Walheim zum ersten Mal urkundlich erwähnt. Zu diesem Zeitpunkt hatten verschiedene Klöster Besitz auf dem Walheimer Grund. Im 13. Jahrhundert war Walheim im Besitz der Markgrafen von Baden, 1463 wurde es pfälzisch und 1504 ging es in die Hände des Herzogs Ulrich von Württemberg über. Ab 1520 hatte Österreich das Sagen.
An den Bauernkriegen beteiligten sich die Walheimer unter Jörg Ratgeb und Matern Feuerbacher im Frühjahr 1525. Vier Jahre später gelang es dem Markgrafen von Baden, den Ort käuflich wieder in seinen Besitz zu bringen, ab 1596 war Walheim württembergische Amtsgemeinde.
Ein großer Teil der Bevölkerung und der Gebäude fiel dem Dreißigjährigen Krieg zum Opfer. Die größten Verluste gab es wohl im Jahr 1634, als nach der Schlacht bei Nördlingen die Schweden einen großen Teil des Dorfes niederbrannten. Mit 172 Todesopfern verlor Walheim ein Viertel der Einwohnerschaft. Auch im 17. und 18. Jahrhundert hatte Walheim unter den Auswirkungen verschiedener Kriege zu leiden.
Zwar wurden die gesellschaftlichen Gegebenheiten im 19. Jahrhundert zu Zeiten des Königreichs Württemberg mit der Bauernbefreiung erträglicher, doch wurde Walheim von Seuchen, Missernten und Hochwasser heimgesucht. Das verheerendste Hochwasser trat am 30. Oktober 1824 auf. Viele Walheimer verließen ihre Heimat und suchten ihr Glück in der Auswanderung in die USA oder auf den Balkan. Erst gegen Ende des 19. Jahrhunderts besserten sich im Zuge der Industrialisierung die Lebensumstände.
Walheim gehörte zum Oberamt Besigheim, mit dem es 1938 im Landkreis Ludwigsburg aufging. 1945 fiel Walheim ans Nachkriegsland Württemberg-Baden, das 1945 in der Amerikanischen Besatzungszone gegründet worden war. 1952 gelangte die Gemeinde zum neuen Bundesland Baden-Württemberg. Die Zeit des Wiederaufbaus nach dem Zweiten Weltkrieg schuf Wohlstand im Ort. 1980 bis 1988 fanden archäologische Untersuchungen statt, die Aufschluss insbesondere über die römische Geschichte Walheims gaben. Auch das Museum Römerhaus stammt aus dieser Zeit.
1996 gelangte der Walheimer Verein Die Türmer ins Guinness-Buch der Rekorde, indem er den mit 25,19 m Höhe höchsten freistehenden Lattenturm der Welt errichtete.

## Religionen
Seit Einführung der Reformation im 16. Jahrhundert ist Walheim evangelisch geprägt. Anhänger der katholischen und der evangelisch-methodistischen Kirche werden noch heute von den jeweiligen Gemeinden in Besigheim aus geistlich betreut.
Alle drei Konfessionen besitzen jeweils eigene Kirchengebäude im alten Ortskern, zusätzlich existiert ein evangelisches Gemeindehaus.

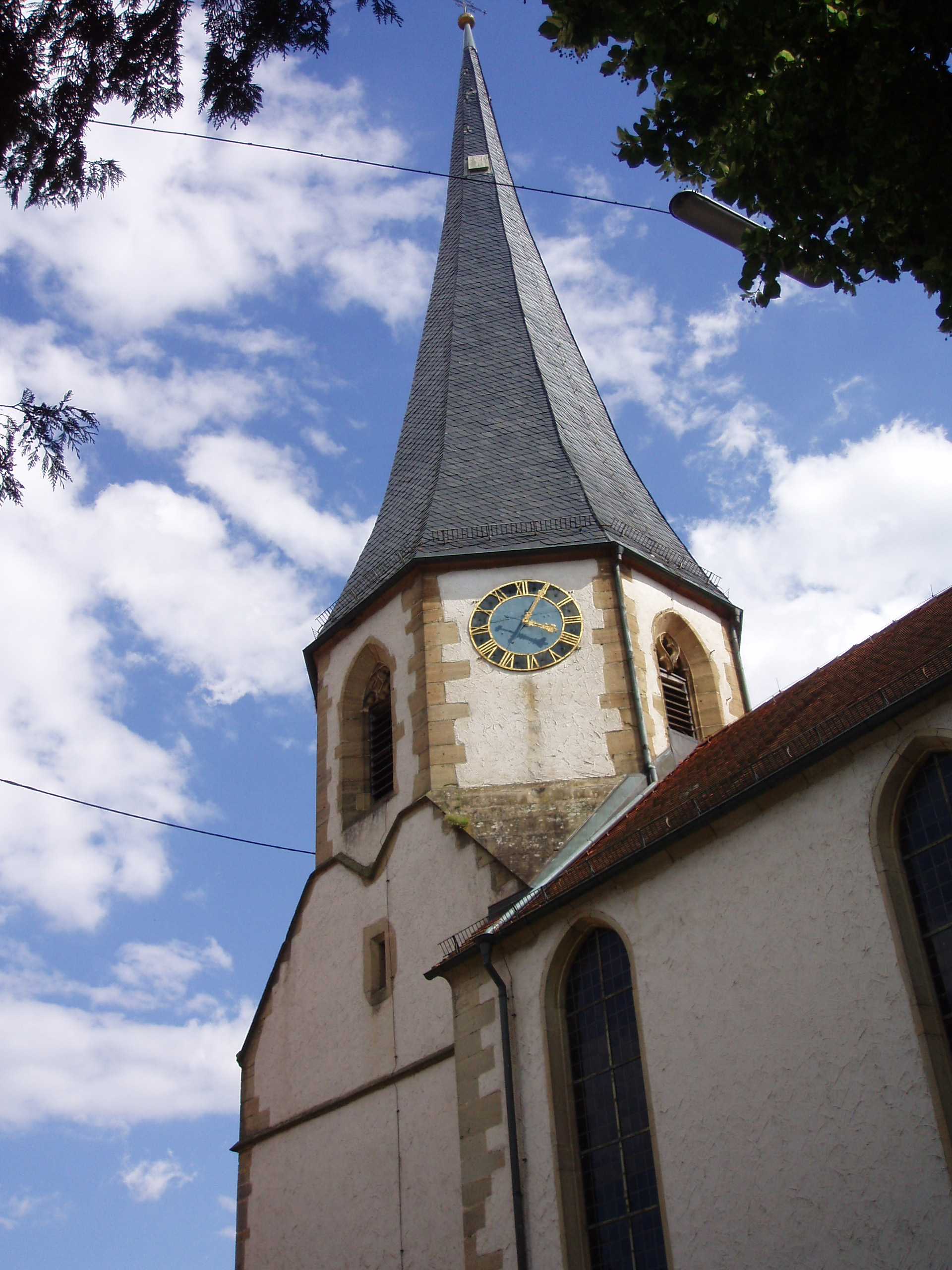
Evangelische Kirche
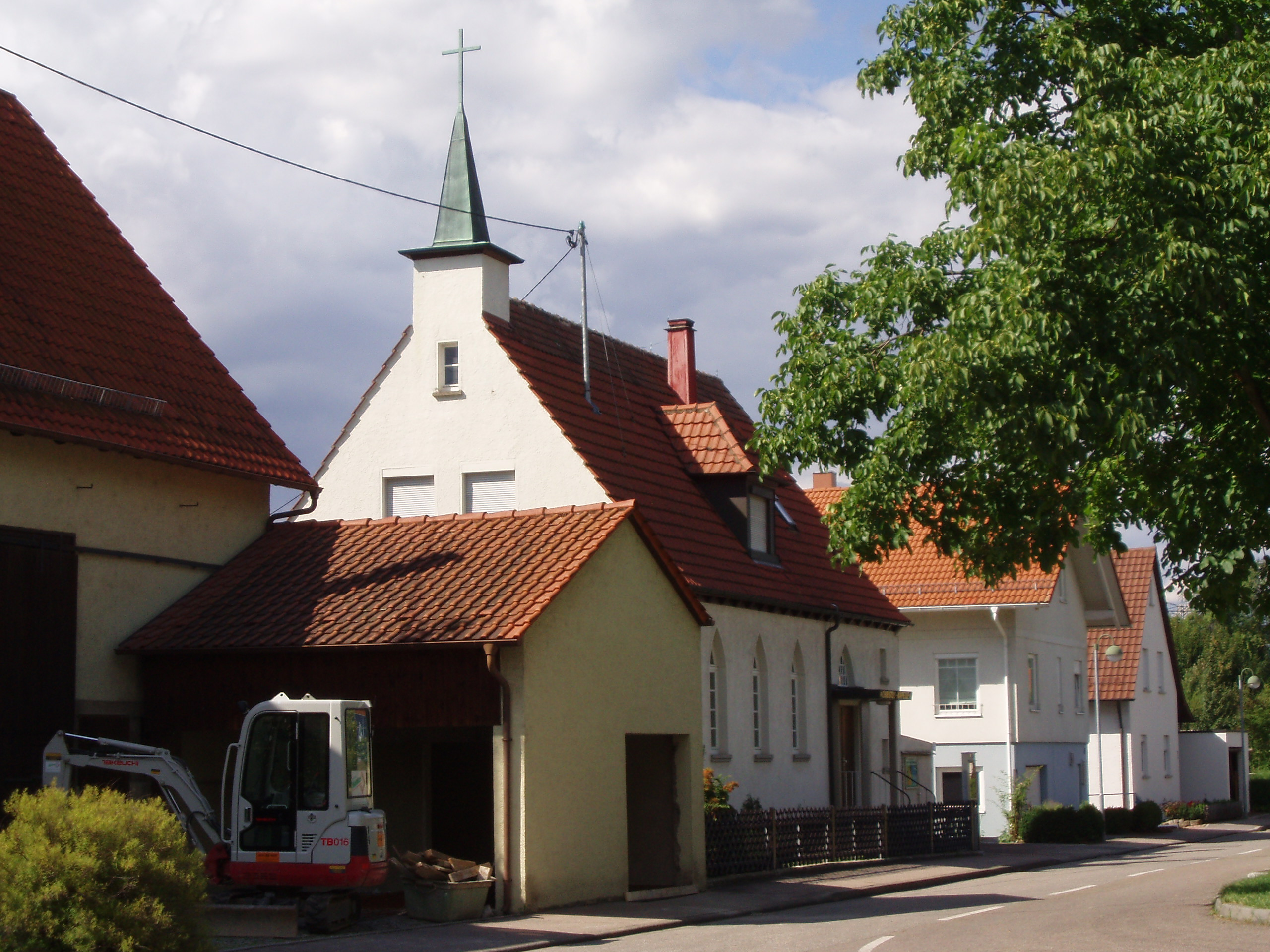
Methodistische Kirche

## Politik

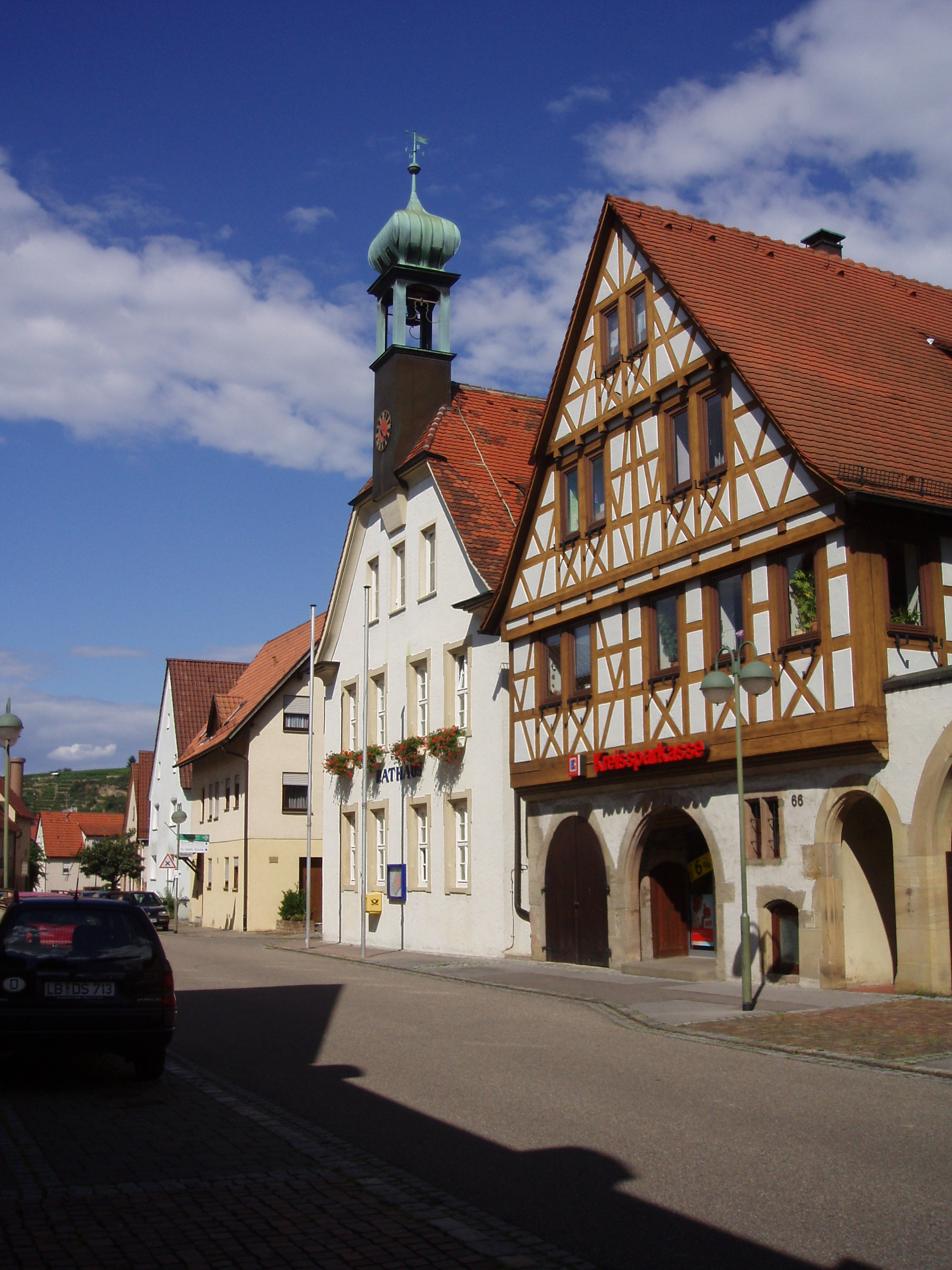
Rathaus

### Bürgermeister
- 1966–1994 Wilfried Botzenhardt
- 1994–2005: Martin Gerlach
- 2005–2018: Albrecht Dautel
- 2018–2024: Tatjana Scheerle
- seit 2025: Christoph Herre[3]

Bürgermeister ist seit dem 1. Januar 2025 Christoph Herre. Zum Zeitpunkt seines Amtsantritts war er der jüngste hauptamtliche Bürgermeister Deutschlands. Er wurde am 29. September 2024 mit 85,6 Prozent der Stimmen gewählt.

### Gemeinderat
Der Gemeinderat in Walheim hat 12 Mitglieder. Der Gemeinderat besteht aus den gewählten ehrenamtlichen Gemeinderäten und der Bürgermeisterin als Vorsitzende. Die Bürgermeisterin ist im Gemeinderat stimmberechtigt. Die Kommunalwahl am 9. Juni 2024 führte zu folgendem Endergebnis.
| Parteien und Wählergemeinschaften | Parteien und Wählergemeinschaften | % 2024  | Sitze 2024 | % 2019 | Sitze 2019 | % 2014 | Sitze 2014 | Kommunalwahl 2024 %706050403020100 64,44 %35,56 % FWOLGewinne/Verlusteim Vergleich zu 2019 %p 12 10 8 6 4 2 0 −2 −4+10,44 %p−2,74 %pFWOL |
| FW                                | Freie Wählervereinigung           | 64,44   | 8          | 54,0   | 6          | 74,6   | 9          | Kommunalwahl 2024 %706050403020100 64,44 %35,56 % FWOLGewinne/Verlusteim Vergleich zu 2019 %p 12 10 8 6 4 2 0 −2 −4+10,44 %p−2,74 %pFWOL |
| OL                                | Offene Liste                      | 35,56   | 4          | 38,3   | 5          | 25,4   | 3          | Kommunalwahl 2024 %706050403020100 64,44 %35,56 % FWOLGewinne/Verlusteim Vergleich zu 2019 %p 12 10 8 6 4 2 0 −2 −4+10,44 %p−2,74 %pFWOL |
| GfW                               | Gemeinsam für Walheim             | –       | –          | 7,7    | 1          | —      | —          | Kommunalwahl 2024 %706050403020100 64,44 %35,56 % FWOLGewinne/Verlusteim Vergleich zu 2019 %p 12 10 8 6 4 2 0 −2 −4+10,44 %p−2,74 %pFWOL |
| gesamt                            | gesamt                            | 100,0   | 12         | 100,0  | 12         | 100,0  | 12         | Kommunalwahl 2024 %706050403020100 64,44 %35,56 % FWOLGewinne/Verlusteim Vergleich zu 2019 %p 12 10 8 6 4 2 0 −2 −4+10,44 %p−2,74 %pFWOL |
| Wahlbeteiligung                   | Wahlbeteiligung                   | 65,67 % | 65,67 %    | 63,0 % | 63,0 %     | 53,2 % | 53,2 %     | Kommunalwahl 2024 %706050403020100 64,44 %35,56 % FWOLGewinne/Verlusteim Vergleich zu 2019 %p 12 10 8 6 4 2 0 −2 −4+10,44 %p−2,74 %pFWOL |

### Wappen und Flagge
Das Walheimer Gemeindewappen zeigt in Gold auf einem roten Schräglinksbalken den goldenen Großbuchstaben W. Die Gemeindeflagge ist gelb-rot. Wappen und Flagge wurden am 19. Februar 1958 verliehen.

### Partnerschaften
Walheim ist seit 1999 mit den vier Gemeinden Anetz, Pouillé-les-Côteaux, La Roche-Blanche und Saint-Herblondes des ehemaligen Verwaltungsverbandes „des Grées“ in Frankreich (Region Pays de la Loire, Département Loire-Atlantique) sowie mit der kroatischen Gemeinde Barban freundschaftlich verbunden.

## Sehenswürdigkeiten
Walheim liegt an der Württemberger Weinstraße, die an vielen Sehenswürdigkeiten vorbeiführt. Der Ortskern ist denkmalgeschützt, was bei der Nutzung der vorhandenen Gebäude z. T. Probleme aufwirft. Das sanierungsbedürftige Alte Schulhaus etwa sollte (Stand: Juli 2007) ursprünglich zum Gesundheitszentrum ausgebaut werden, was aber mit Parkraumproblemen einhergegangen wäre. Letztendlich fiel die Entscheidung für einen Umbau zum Wohngebäude, dessen erste Mieter im Frühjahr 2013 nach umfangreichen Renovierungsarbeiten eingezogen sind.

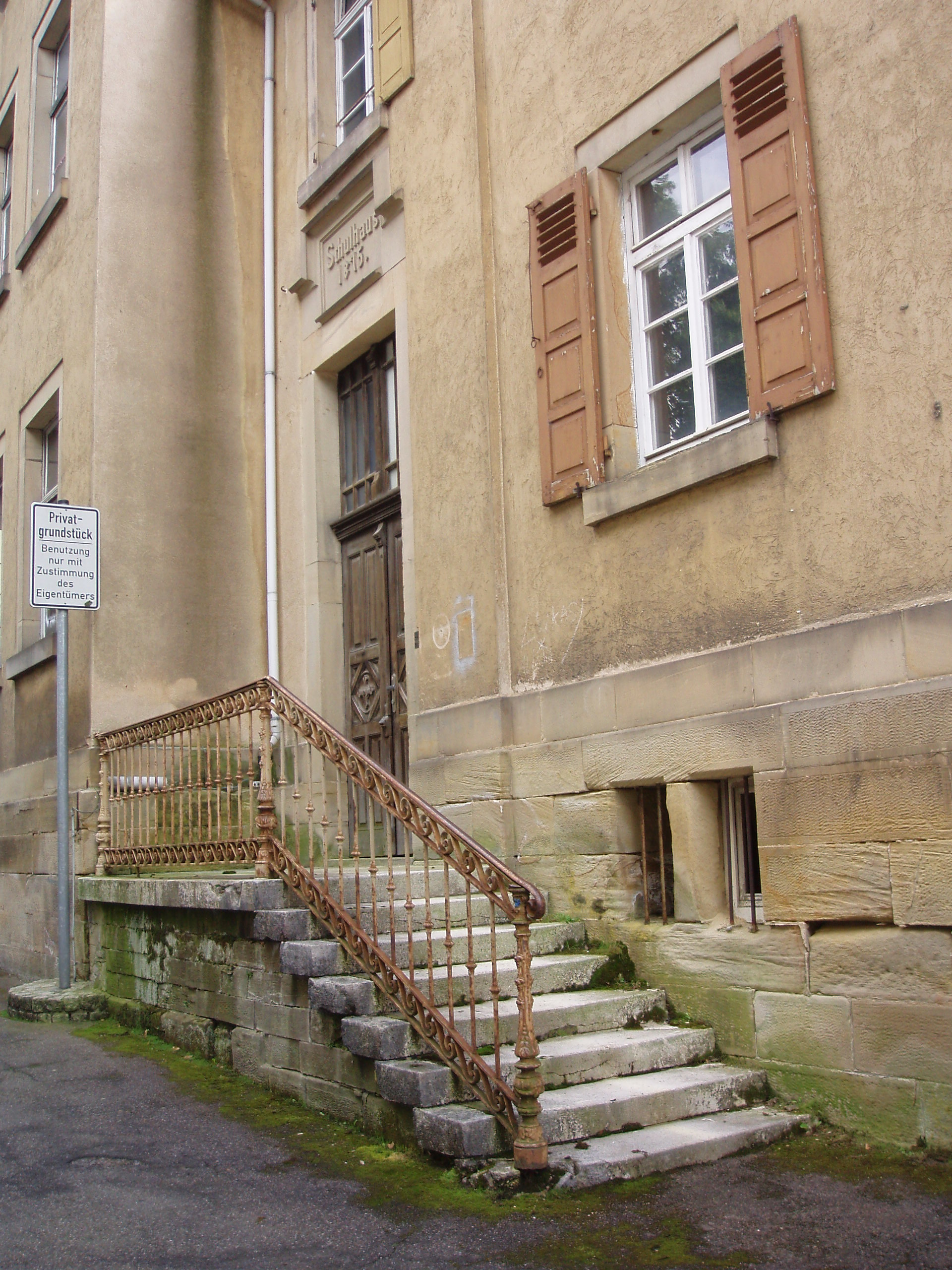
Altes Schulhaus von 1875
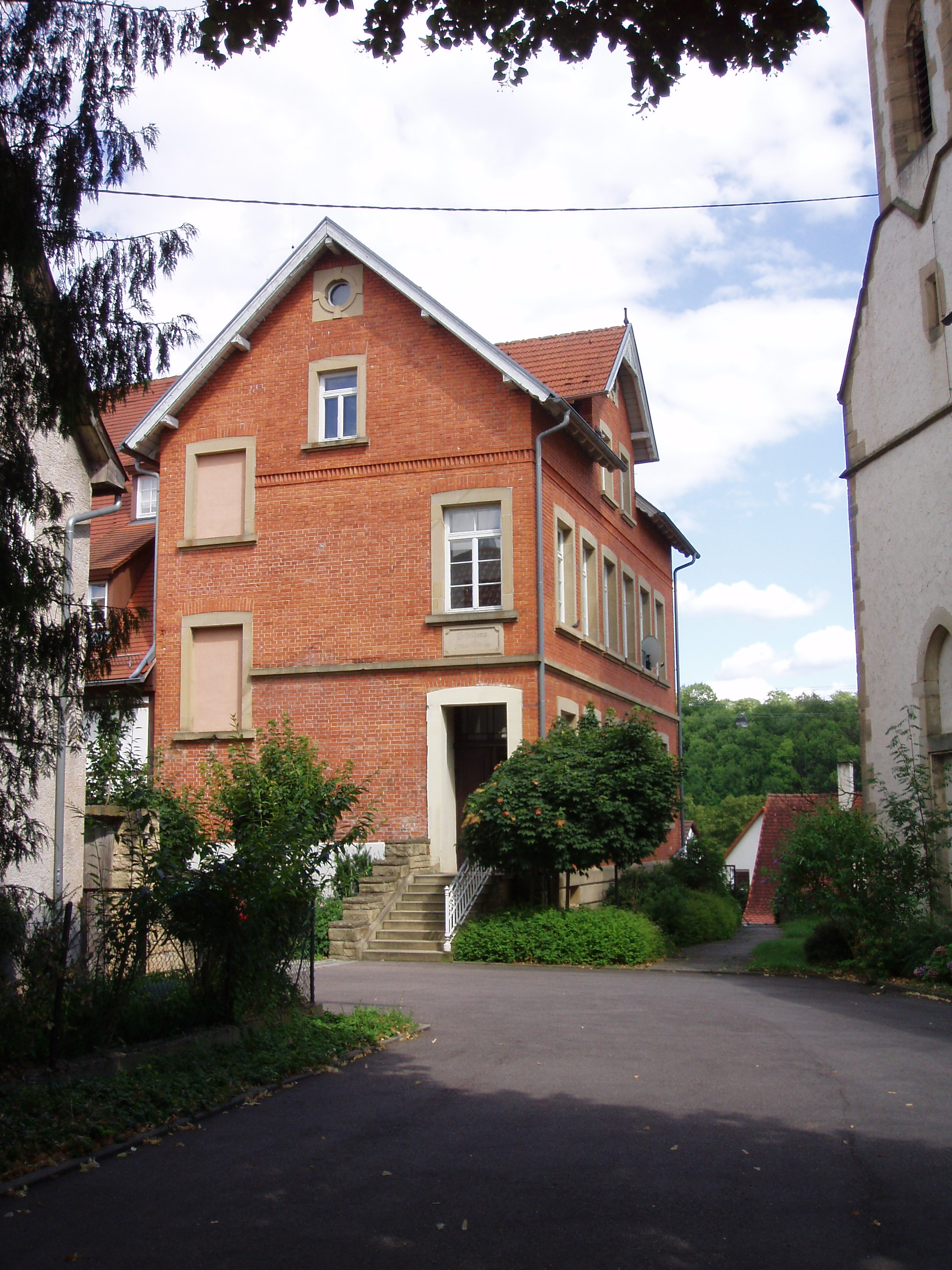
Schulhaus von 1900

### Museum Römerhaus
Bei Erschließungsarbeiten für ein Neubaugebiet in den 1980er Jahren wurde auf vier Hektar Fläche eine zivile römische Siedlung mit etwa 30 Gebäuden aus dem 2. Jahrhundert n. Chr. entdeckt und ausgegraben. Im Zentrum dieser Siedlung wurde die Ruine eines etwa 550 m² großen Gebäudes in außerordentlich guter Erhaltung freigelegt, das als Handelshaus gedeutet wird. Es enthielt Geschäfts- und Lagerräume, Stallungen sowie Wohnräume des Händlers. Um diesen bedeutsamen Fund am Ort erhalten zu können, wurde das Neubaugebiet umgeplant und ein Schutzhaus über der Fundstelle errichtet. Dieses ist nun als Museum Römerhaus für Besucher zugänglich. Das Museum gehört zum Archäologischen Landesmuseum Baden-Württemberg.

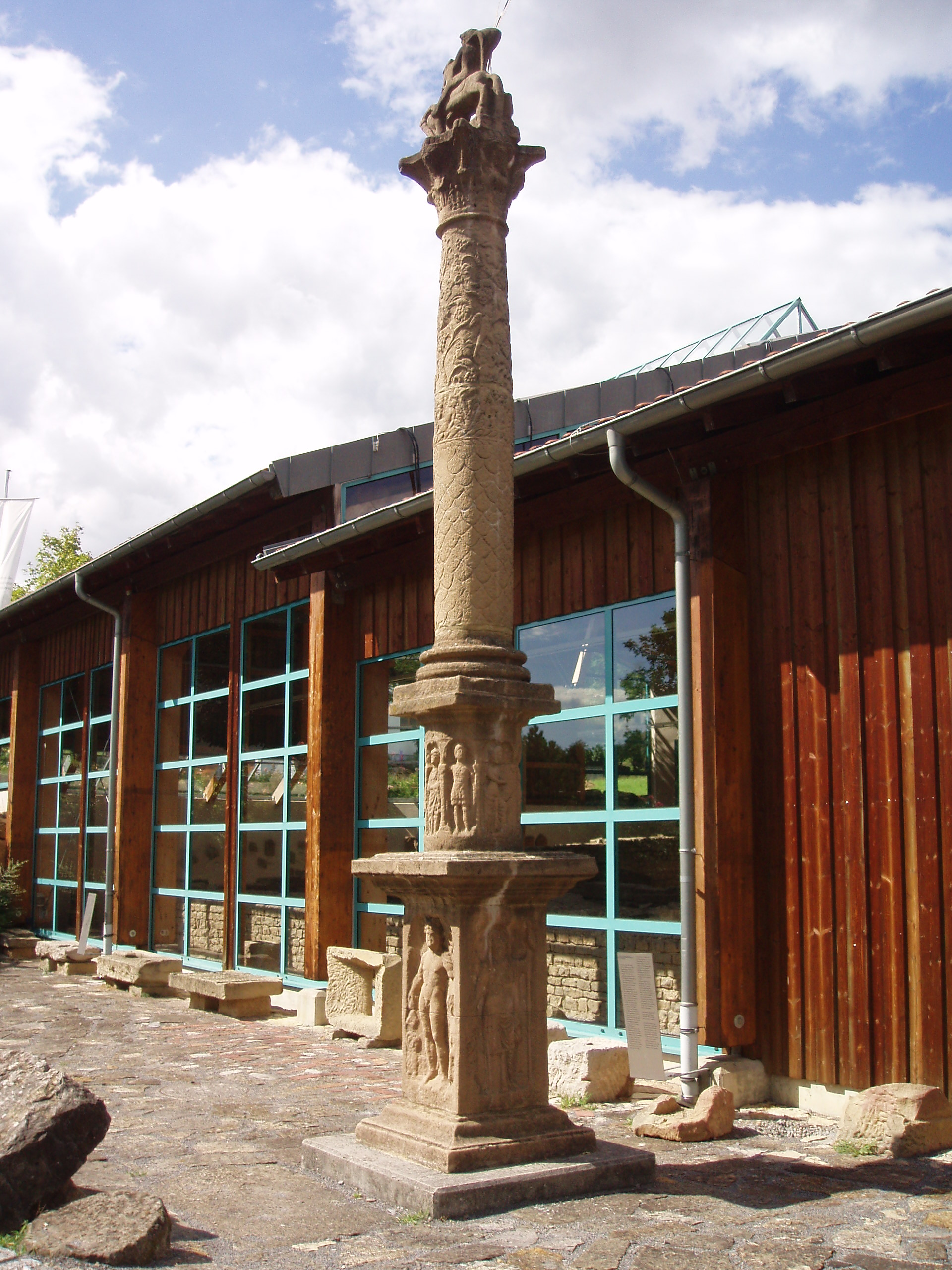
Römerhaus mit Nachbildung der Jupitergigantensäule von Walheim
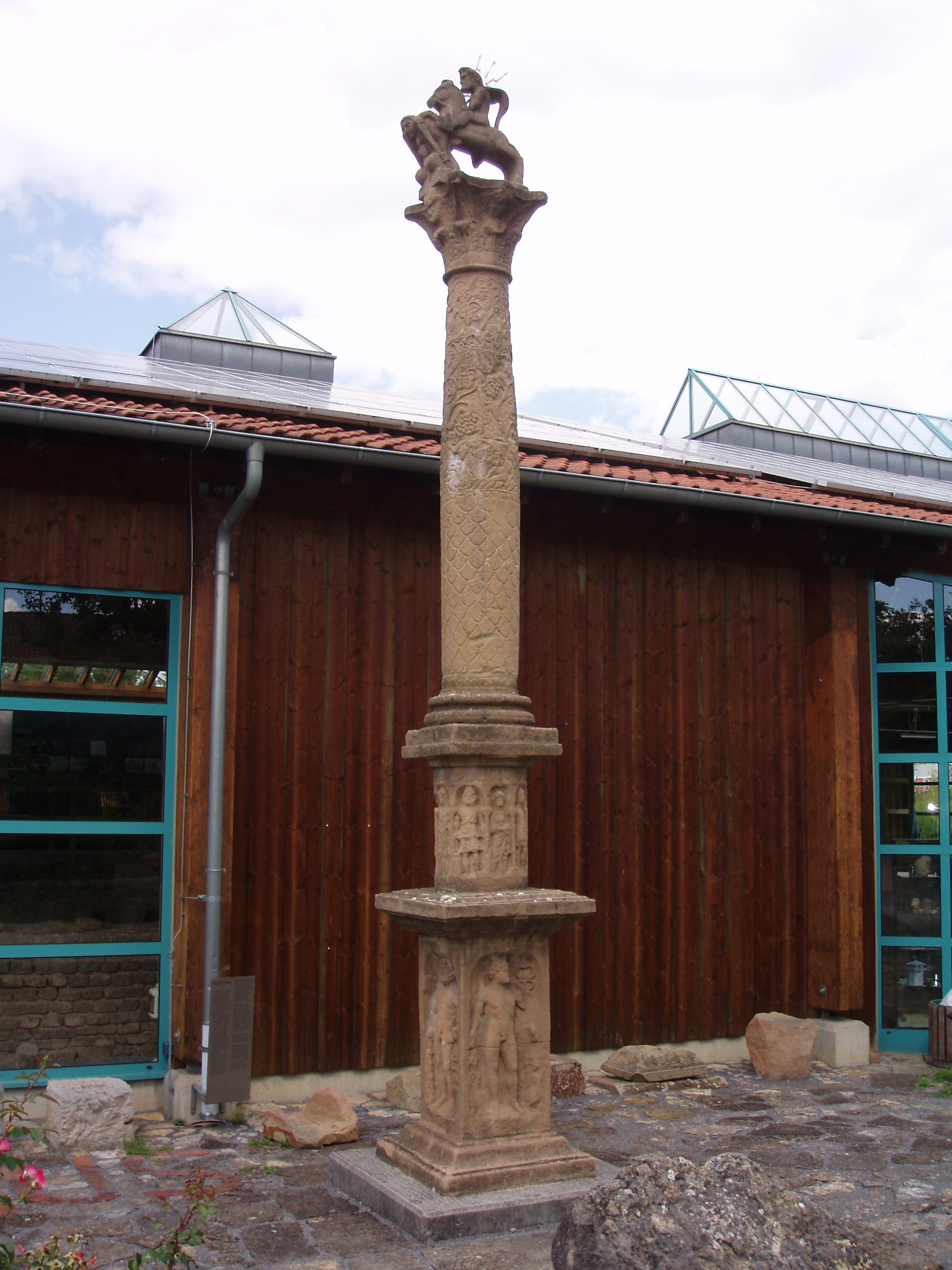
Jupitergigantensäule
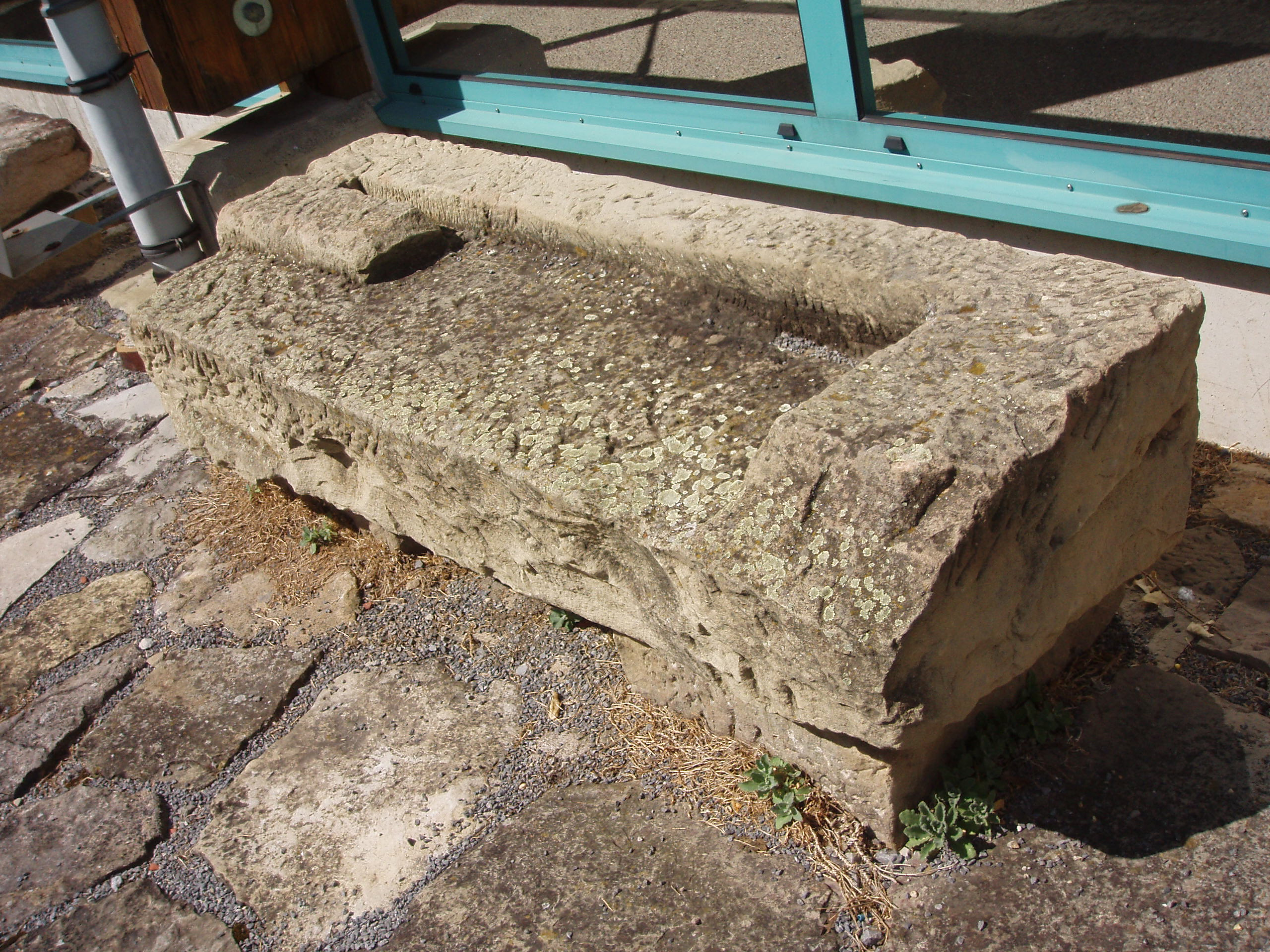
Römische Türschwelle vor dem Museum
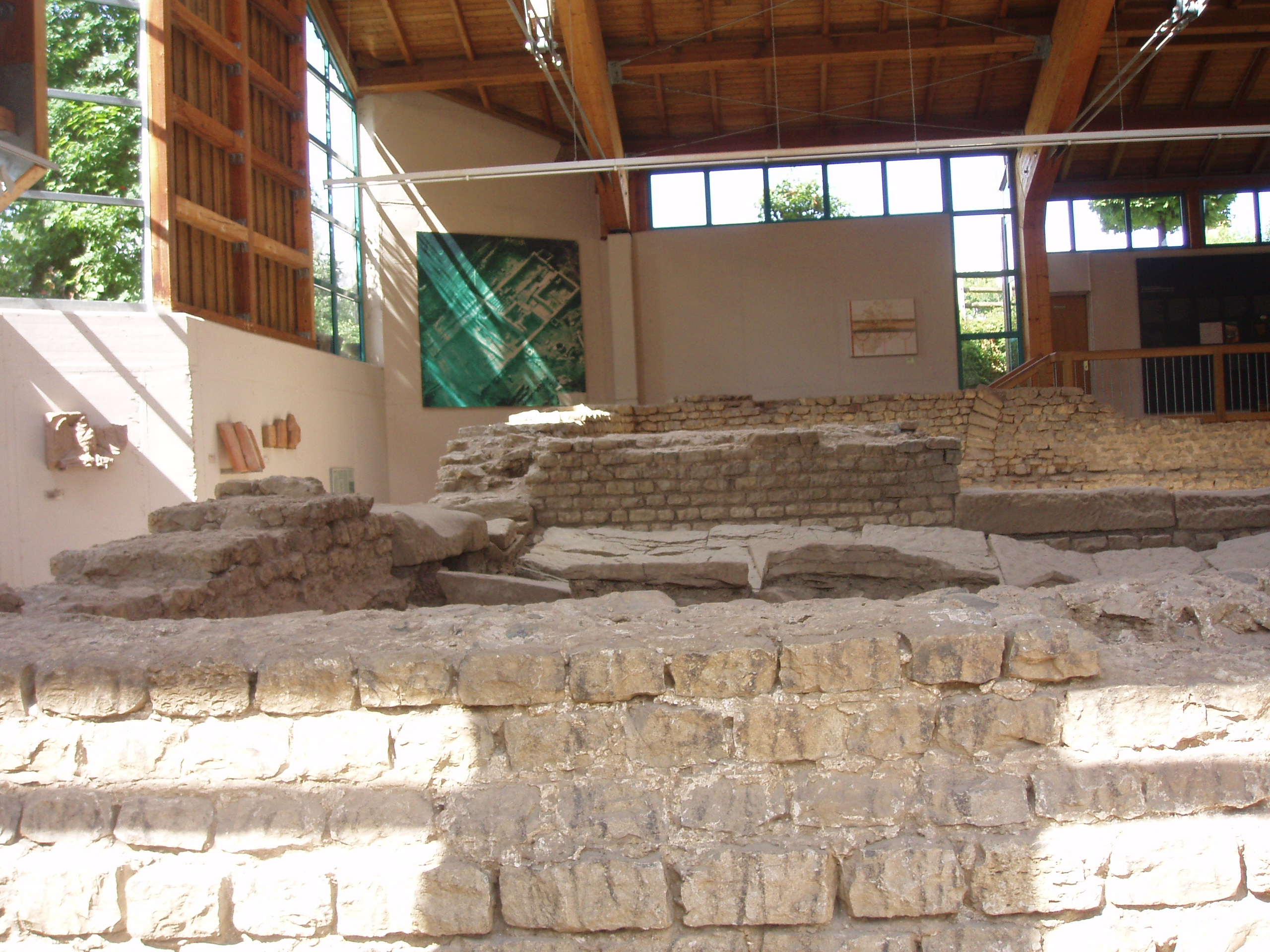
Blick ins Römerhaus
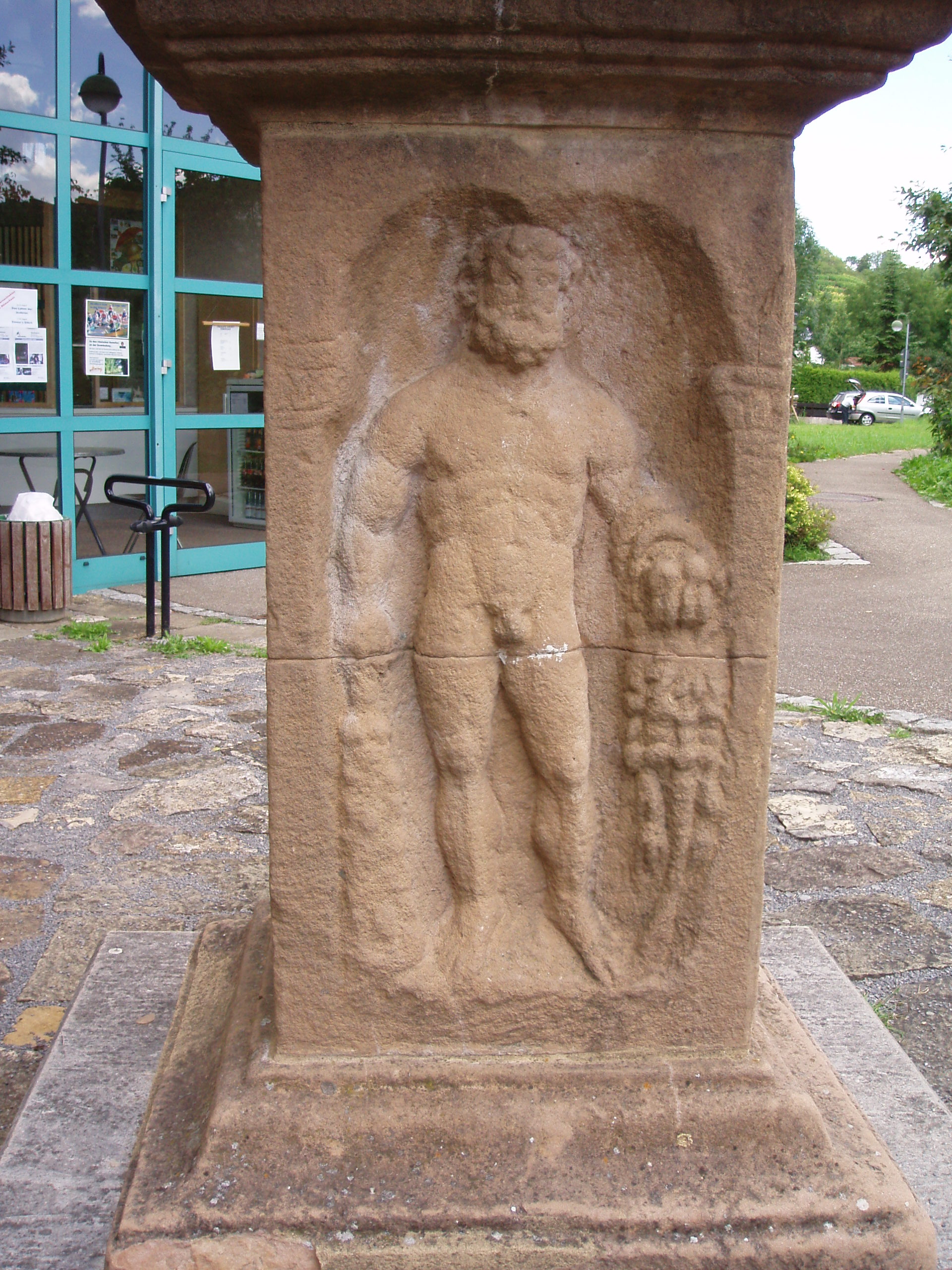
Viergötterstein der Jupitergigantensäule, Herkules-Relief
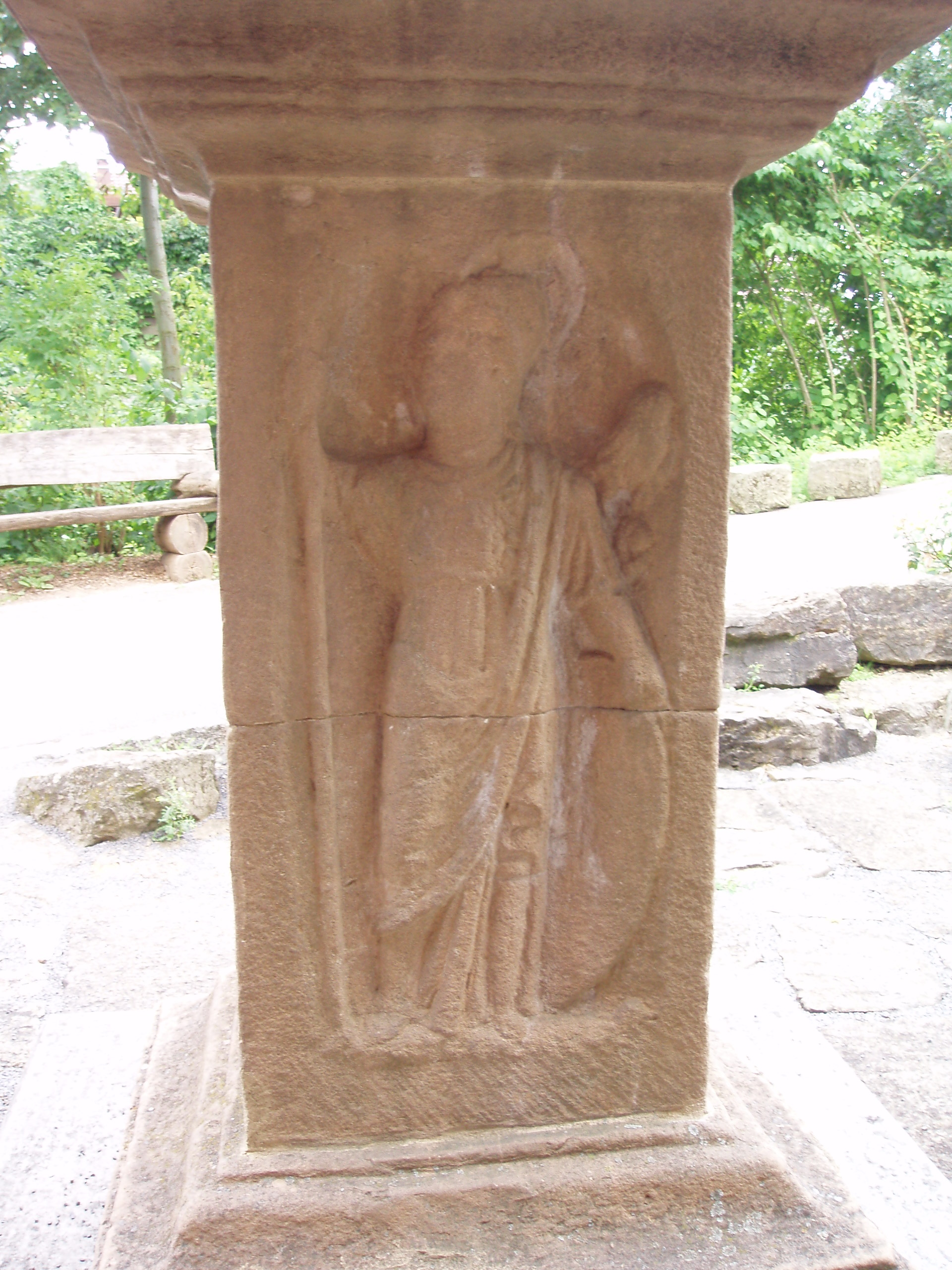
Viergötterstein der Jupitergigantensäule, Minerva-Relief
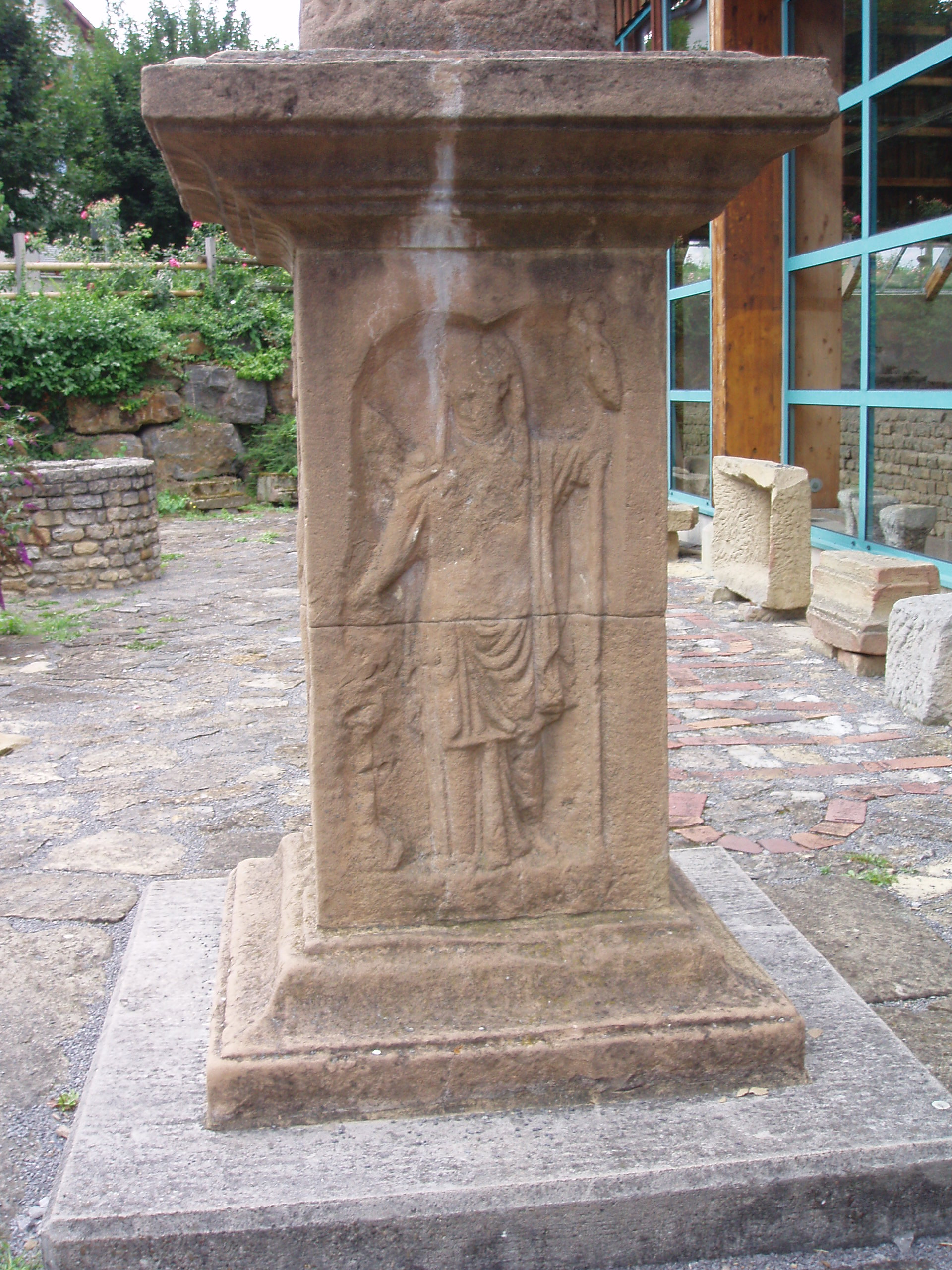
Viergötterstein der Jupitergigantensäule, Juno-Relief
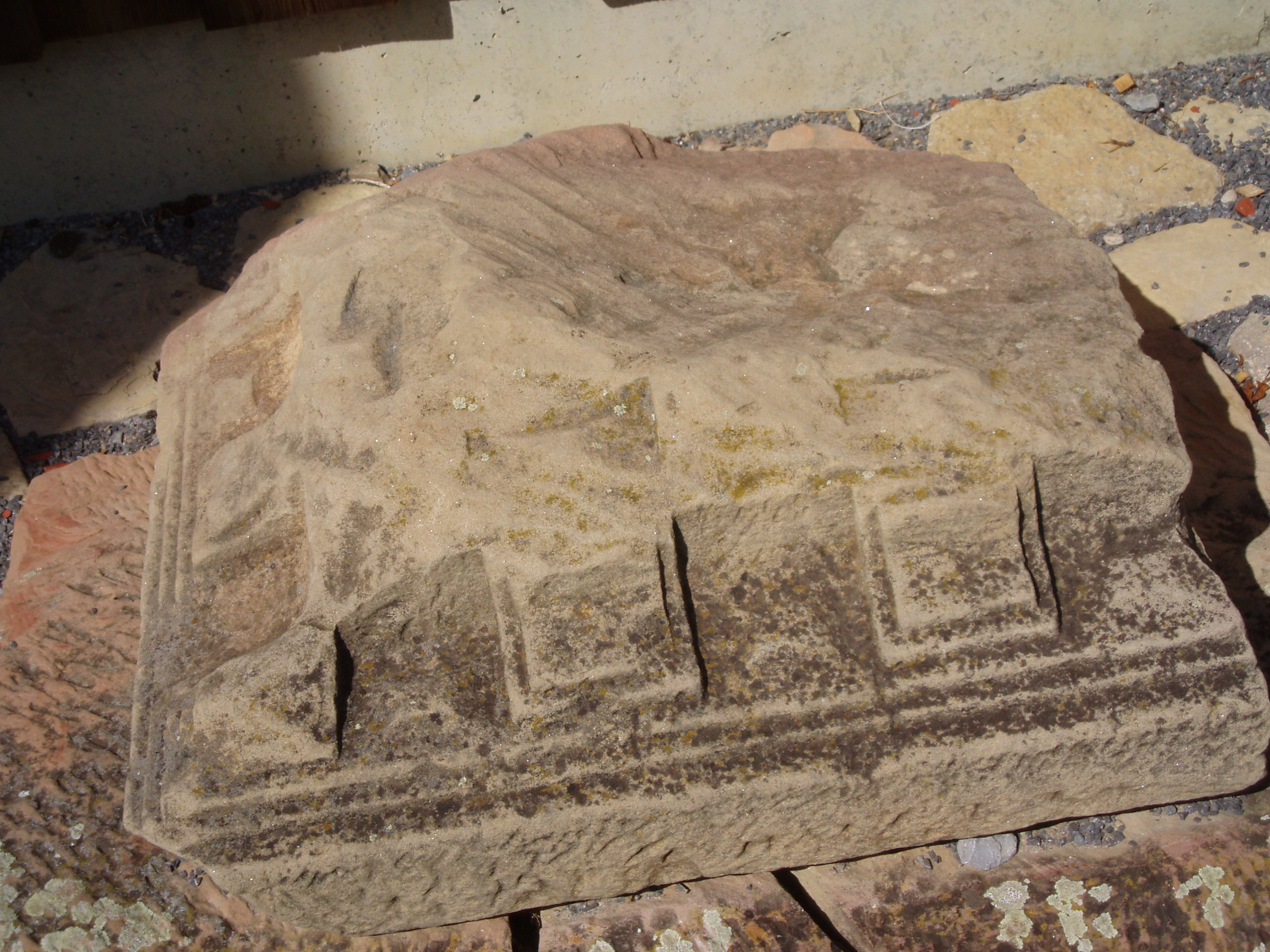
Säulenbasis (?)

## Wirtschaft und Infrastruktur

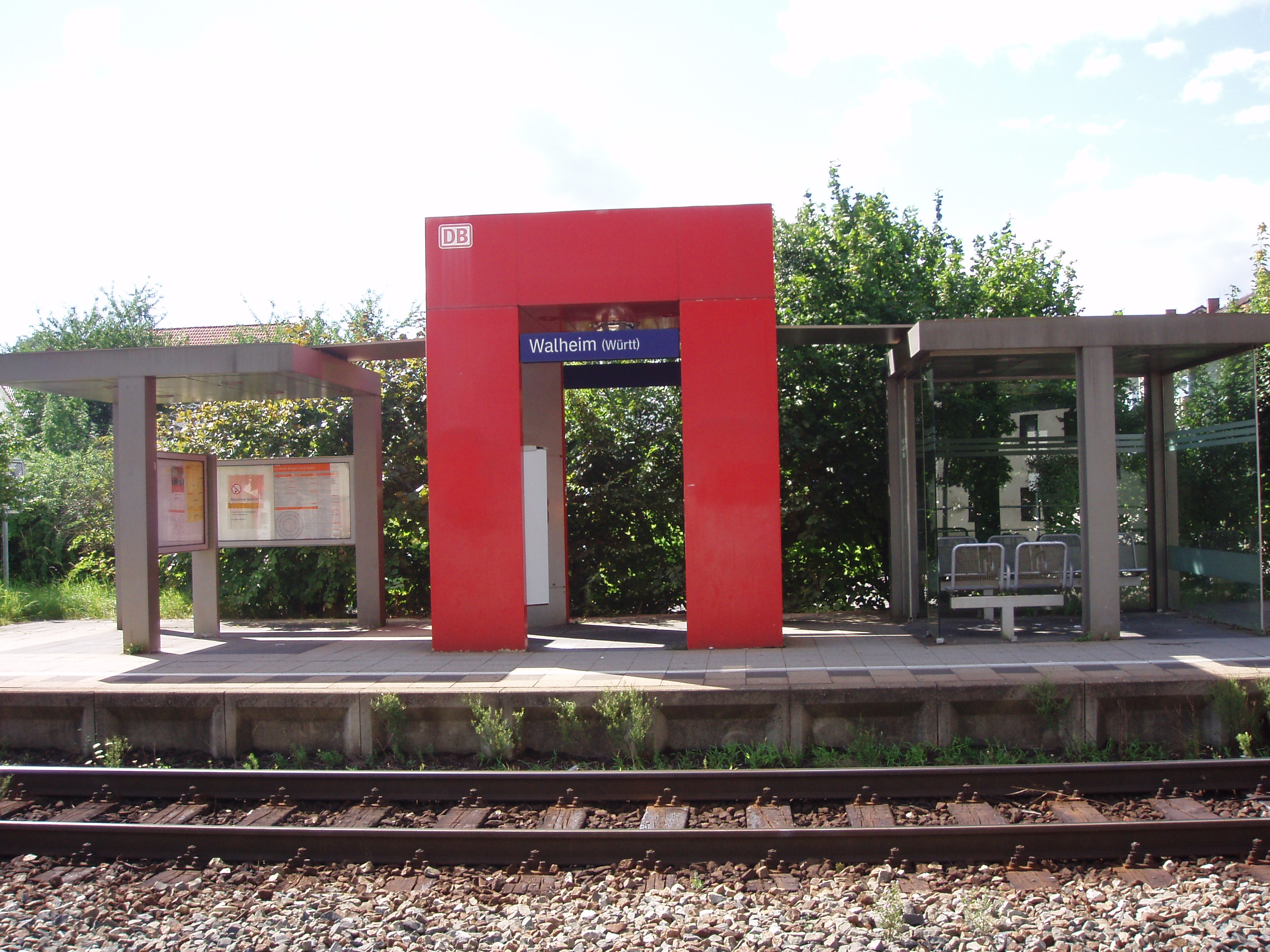
Haltepunkt Walheim (Württ)

Walheim ist ein Weinbauort, dessen Lagen zur Großlage Schalkstein im Bereich Württembergisch Unterland des Weinbaugebietes Württemberg gehören. In der Nähe des Ortes befindet sich das seit April 2025 stillgelegte Kraftwerk Walheim, welches bis zum 5. Juli 2016 im regulären Betrieb war und bis zum 31. März 2025 als systemrelevant eingestuft wurde.

### Verkehr
In Walheim befindet sich ein Bahnhof an der Frankenbahn Stuttgart – Würzburg. Es gibt im 30-Minuten-Takt (am Wochenende 30/60) Verbindungen mit Regionalbahnen nach Stuttgart, Heilbronn, Neckarsulm und Osterburken. Am frühen Morgen und am späten Abend halten in Walheim auch einzelne Regional-Express-Züge der Relation Stuttgart–Würzburg. Walheim ist dem VVS angeschlossen.

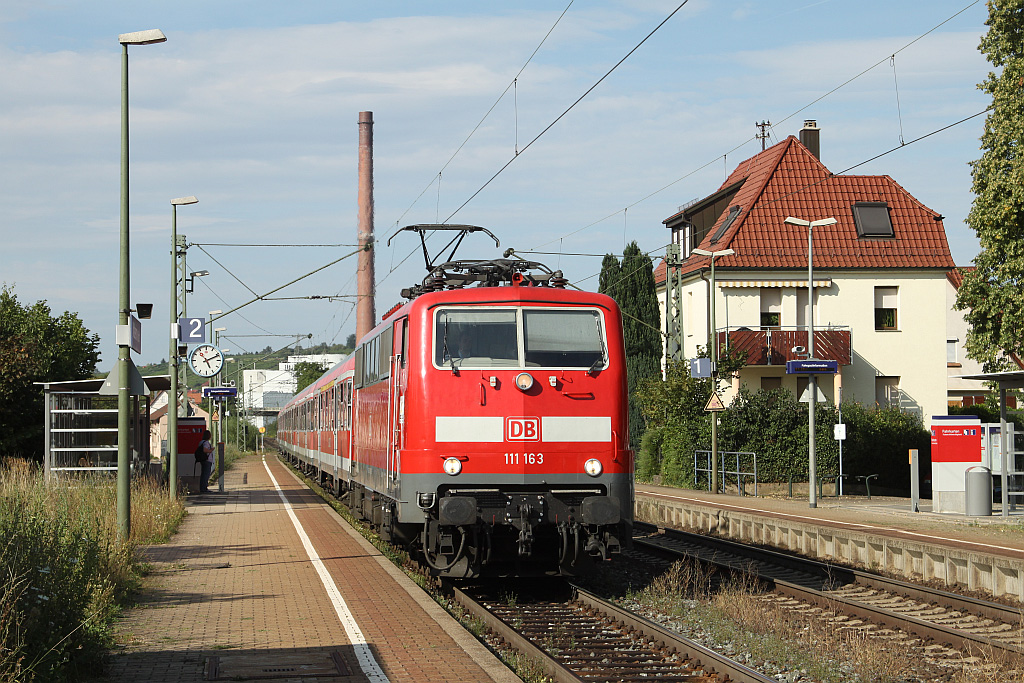
RB im Bahnhof Walheim

Die Bundesstraße 27 umfährt Walheim mittels einer Ortsumgehung; der nächste Autobahnanschluss ist die Anschlussstelle Mundelsheim an der A 81.
Durch eine Alltagsroute aus dem Radnetz Baden-Württemberg ist Walheim mit Bietigheim-Bissingen und Heilbronn verbunden. Im Ort auf derselben Strecke verläuft der Neckartal-Radweg, der als Fernradweg von Villingen-Schwenningen nach Mannheim führt.

### Bildungseinrichtungen
Walheim verfügt seit 1971 nur noch über eine Grundschule; weiterführende Schulen befinden sich in Besigheim. Der Grundschule Walheim ist eine Grundschulförderklasse angegliedert. Sie besitzt einen Schulgarten, der bereits mehrere Auszeichnungen erhielt. In Zusammenarbeit mit der Kommune und dem Forstamt entsteht am Rand des Gemeindewaldes seit 2003 ein kleines Arboretum. Jede erste Klasse pflanzt bald nach ihrer Einschulung einen Baum. Die Schülerzahl liegt bei etwa 170.
In Walheim gibt es außerdem zwei Kindergärten, die verschiedene Betreuungsmodelle anbieten.

### Ver- und Entsorgung
Das Strom- und Erdgasnetz in der Gemeinde wird von der Netze BW GmbH (ein Unternehmen der EnBW Energie Baden-Württemberg AG) betrieben. Die Gemeinde Walheim bezieht das Trinkwasser ausschließlich von der Bodensee-Wasserversorgung. Die Abfallentsorgung wird von der Abfallverwertungsgesellschaft des Landkreises Ludwigsburg mbH (AVL) übernommen, einer 100%igen Tochtergesellschaft des Landkreises Ludwigsburg. Die AVL ist beauftragt, die Aufgaben zur Vermeidung, Verwertung und Beseitigung von Abfällen im Auftrag des Landkreises Ludwigsburg zu erfüllen.

## Persönlichkeiten

### Söhne und Töchter der Gemeinde
- Johannes Christoph Harpprecht (1560–1639), Professor der Rechte an der Eberhard Karls Universität Tübingen
- Roland Bothner (* 1953), Universitätsprofessor, Kunsthistoriker, Philosoph, Literat, Künstler, schrieb über seine Kindheit und Jugend in Walheim in: Schwäbische Jugend. Auch ein Weg zur Philosophie.

### Personen, die in Walheim wirken oder gewirkt haben
- Philipp Ludwig Hermann Röder (1755–1831), ab 1811 Pfarrer in Walheim
- Ian Schölzel (* 1976), Politiker, war Leiter des Haupt- und Ordnungsamts in Walheim